# Микулинська сільська рада
Мику́линська сільська́ ра́да — адміністративно-територіальна одиниця та орган місцевого самоврядування в Полонському районі Хмельницької області. Адміністративний центр — село Микулин.

## Загальні відомості
Микулинська сільська рада утворена в 1923 році.
- Територія ради: 2,183 км²
- Населення ради: 879 осіб (станом на 2001 рік)
- Територією ради протікає річка Хомора

## Населені пункти
Сільській раді підпорядковані населені пункти:
- с. Микулин

## Склад ради
Рада складалася з 14 депутатів та голови.
- Голова ради: Прохорчук Людмила Семенівна
- Секретар ради: Дячук Тетяна Іванівна

### Керівний склад попередніх скликань
| Прізвище, ім'я, по батькові | Основні відомості                                                         | Дата обрання | Дата звільнення |
| --------------------------- | ------------------------------------------------------------------------- | ------------ | --------------- |
| Гаєва Марія Володимирівна   | Сільський голова, 1964 року народження, член Народної партії              | 26.03.2006   | 30.12.2009      |
| Прохорчук Людмила Семенівна | Сільський голова, 1973 року народження, освіта вища, член Народної партії | 31.10.2010   |                 |

Примітка: таблиця складена за даними сайту Верховної Ради України

### Депутати
За результатами місцевих виборів 2010 року депутатами ради стали:

#### За суб'єктами висування
| Суб'єкт висування | Кількість обраних депутатів | %   |
| ----------------- | --------------------------- | --- |
| Народна партія    | 14                          | 100 |

#### За округами
| № округу       | Прізвище, ім'я, по батькові   | Дата визнання обраним | Освіта  | Партійна приналежність | Відомості про обраного депутата                      |
| -------------- | ----------------------------- | --------------------- | ------- | ---------------------- | ---------------------------------------------------- |
| Народна Партія |                               |                       |         |                        |                                                      |
| 1              | Процюк Ганна Володимирівна    | 01.11.2010            | середня | член Народної партії   | Приймальник молока                                   |
| 2              | Дячук Тетяна Іванівна         | 01.11.2010            | вища    | позапартійна           | Микулинська сільська рада, секретар сільської ради   |
| 3              | Шишко Володимир Петрович      | 01.11.2010            | середня | позапартійний          | тимчасово не працює                                  |
| 4              | Сороколіт Юлія Миколаївна     | 01.11.2010            | середня | член Народної партії   | ДНЗ «Малятко», помічник вихователя                   |
| 5              | Глібович Казимір Казимірович  | 01.11.2010            | середня | позапартійний          | ФГ «Обрій 2007», агроном                             |
| 6              | Сукач Людмила Іванович        | 01.11.2010            | вища    | позапартійний          | Сільська бібліотека, завідувач сільською бібліотекою |
| 7              | Пилипенко Микола Іванович     | 01.11.2010            | вища    | позапартійний          | пенсіонер                                            |
| 8              | Омельчук Іван Петрович        | 01.11.2010            | вища    | позапартійний          | Грицівське лісництво, майстер                        |
| 9              | Прищепа Олег Іванович         | 01.11.2010            | вища    | член Народної партії   | тимчасово не працює                                  |
| 10             | Балюк Борис Аркадійович       | 01.11.2010            | середня | член Народної партії   | ФГ «Світанок», тракторист                            |
| 11             | Копилов Анатолій Анатолійович | 01.11.2010            | вища    | позапартійний          | Полонський РВ УМВС, дільничний інспектор             |
| 12             | Семенюк Віктор Петрович       | 01.11.2010            | середня | позапартійний          | приватний підприємець                                |
| 13             | Собчук Олена Анатоліївна      | 01.11.2010            | середня | член Народної партії   | приватний підприємець                                |
| 14             | Ейсмонт Любов Володимирівна   | 01.11.2010            | середня | позапартійна           | ДНЗ «Малятко», кухар                                 |